# 기저귀 페티시즘
기저귀 페티시즘은 기저귀를 입고 싶은 성적인 욕망을 충족시키는 행위를 뜻한다.

## 평가

### 대한민국
대한민국에서는 기저귀 페티시즘을 대체로 부정적으로 본다. 네이버 기저귀 애호가 카페가 일부 네티즌의 부정적인 평판으로 2010년 9월에 폐쇄되었다. 또 다른 예로 대한민국의 걸 그룹 걸스데이가 기저귀 패션으로 공연하여 의상과 관련된 논란이 있었다.

## 같이 보기
- 성인용 기저귀